# 박선영 (1976년 농구 선수)
박선영(1976년 10월 18일 ~ )은 대한민국의 전 여자 농구 선수이자 현 지도자이다. 전 청주 KB국민은행 스타즈 코치를 맡고 있다.

## 학력
- 제주동중학교
- 수원여자고등학교

## 경력

### 선수
- 용인 삼성생명 비추미

### 지도자
- 용인 삼성생명 비추미 매니저
- 금호생명 팰컨스 매니저
- 청주 KB국민은행 스타즈 코치